# Sony Xperia 5
A Sony Xperia 5 (J8210, J8270, J9210, SO-01M, SOV41, 901SO, kódneve Bahamut) egy androidos okostelefon, amelyet a gyártó Sony 2019-ben dobott piacra. A gyártó csúcsmodelljének, a Sony Xperia 1-nek a kompakt változata, mely méreteiben leginkább a Sony Xperia 10-esre hasonlít.
A telefonnak eredetileg az Xperia 2, vagy az Xperia 20 nevet szánták, azonban a Sony azon logika alapján, hogy az 1-es a csúcsmodell, a 10-es pedig az alsó-középkategóriás modell, az új készüléket a kettő közé szánta.

## Hardver
A 2019-es telefonjait a korábbiakhoz képest alaposan áttervezte a Sony. Elsőre legjellegzetesebb újdonsága a 21:9-es képarány, melynek köszönhetően a kijelző megnyúlt, de keskenyebb is, mint más gyártók telefonjai. Ennek oka a gyártó szerint az, hogy a mozifilmek képaránya is ekkora, és így tökéletes élményt szolgáltat filmnézéskor. A Netflix-szel való együttműködésnek köszönhetően amely tartalom ebben a képarányban elérhető, úgy azt a maximális elérhető felbontásban lehet megtekinteni rajta. A nagyméretű és így kevésbé komfortosan használható Xperia 1-eshez képest a képátlója mindössze 6,1 hüvelyk (15,5 cm). Felbontása 1080x2520 pixel (Full HD), a kijelző OLED kivitelezésű.
A telefon háza matt műanyag (oldalt alumínium keretekkel), porálló és vízálló kivitelben, kék, fekete, szürke és piros színekben készült. Előlapját és hátlapját Gorilla Glass biztonsági üveg védi, felül a beszélgetési hangszóró, egy értesítési LED, és az előlapi kamera található a viszonylag vékony káván. A kijelző a másik három oldalon egészen a szélekig ér. Az egyébként szögletes telefon szélei lekerekítettek. Felül nem található semmi (a jack dugó helye eltűnt), alul pedig két hangszóró és az USB-C bemenet található. Bal oldalon lehet behelyezni a tű nélkül is eltávolítható tálcába a nanoSIM-kártyát illetve a microSD-kártyát (ez utóbbi helyett a dupla SIM-es variációban egy második SIM is behelyezhető). Jobb oldalon felülre kerültek a hangerőszabályozó gombok, ez alá az ujjlenyomat-olvasó, majd a be/kikapcsoló gomb és  adedikált kamera gomb. A hátlapon baloldalra került a vaku és a tripla kamera (mindhárom 12 megapixeles, ebből az egyik széles, a másik telefotó, a harmadik ultraszéles üzemmódra képes), középen a Sony-, lent pedig az Xperia-felirat olvasható, plusz az NFC-képességet igazoló logó.
Hardveroldalon az Xperia 1-hez hasonló lett a készülék: nyolcmagos Qualcomm Snapdragon 855-ös processzorral rendelkezik (ebből az egyik mag 2,84 GHz-es, három 2,42 GHz-es, négy pedig 1,78 GHz-es). 6GB RAM került a készülékbe, emellett 128 GB tárhely, mely opcionálisan 1 TB-ig bővíthető memóriakártyával.
A tripla hátlapi kamera 12 megapixeles szenzorokkal rendelkezik, az előlapi pedig 8 megapixeles. A hátlapi kamera képes 21:9 arányban fényképeket és videót készíteni, rendelkezik 5x-ös digitális zoom-mal, háttérelmosás (bokeh) funkcióval, HDR fényképezési üzemmóddal, valamint videófelvétel terén 4K felbontású videót valamint 60 kép/másodperces formátumú videót és 960 fps-es lassított felvételt is tud készíteni. Az előlapi kamera 8 megapixeles és kijelzővakuval rendelkezik, ezenkívül szoftveres szelfimóddal és ultraszéles látószöggel. Az előlapi kamera ezenkívül rendelkezik az Eye AF funkcióval, amely szemkövető autófókuszt jelent (akár másodpercenként 10 kép készítésével, a tökéletes eredményért) és a Sony fényképezőgépeiből lett átvéve.
Az akkumulátor kapacitása 3140 mAh, a töltéshez egy 1,5 A-es töltőfej + USB-kábel kombinációt biztosít a Sony. Az akkumulátor élettartamának meghosszabbításáért az adaptív töltés és gyorstöltés funkció, valamint az energiafelhasználást csökkentő STAMINA mód került a telefonba.

## Szoftver
A telefonra az Android 9.0 (Pie) szoftvere került fel, amely utóbb Android 10-re frissíthető lett. Első indításkor kiválasztható, mely szoftvereket szeretné megtartani a felhasználó az előtelepítettek közül. A szoftverbe teljesen új launcher, a Google gyári megoldásához hasonlító megújult Xperia Kezdőképernyő került, ennek megfelelően a szoftveres vezérlőgombok is átalakultak: alapértelmezésben csak a középső gomb jelenik meg, mely a Google és a legutóbb használt alkalmazások eléréséhez is használható, valamint bal oldalon a "vissza" gomb. Az alkalmazások már nem kaptak dedikált ikont, helyettük a képernyő felfelé simításával lehet belépni az alkalmazások listájába. Opcionálisan vissza lehet kapcsolni a hagyományos 3 gombos megoldást is. A kijelző hosszúsága miatt a felső rész elérése nehézkes lehet, ezért a Sony az Oldalérzékelő sáv nevű bővítménnyel egészítette ki a szoftvert - ez kikapcsolható, egyébként a leggyakrabban használt alkalmazások és funkciók, valamint az egykezes mód érhetőek el belőle. Bekerült az éjszakai fény, az intelligens háttérvilágítás-vezérlés valamint az adaptív fényerő. A nagy kijelző alkalmas az osztott képernyős üzemmódra is. A hangbeállítások terén a Sony ClearAudio+ üzemmódja és a DSEE HX funkció az extra (előbbi optimalizálja a hangbeállításokat, utóbbi a tömörített zenefájlok fülhallgatón keresztüli feljavítására alkalmas), plusz a Dolby Atmo. A telefon szoftvere képes a VoLTE (Voice over LTE) beszélgetések lebonyolítására is.